# Jeff Miller
Jeffrey Scott Miller (Prescott, 4 luglio 1962) è un ex rugbista a 15, dirigente sportivo, allenatore di rugby a 15 e dirigente d'azienda australiano, in carriera terza linea del Queensland e già campione del mondo nel 1991 con gli Wallabies.

## Biografia
Jeff Miller rappresentò lo Stato del Queensland 69 volte in 10 anni ed esordì in Nazionale australiana nel 1986 contro la Nuova Zelanda.
Un anno più tardi prese parte alla Coppa del Mondo di rugby 1987 che si tenne in Australasia, diventando presenza fissa nei tour degli anni seguenti. Fu selezionato per la squadra che vinse la Coppa del Mondo di rugby 1991 in Inghilterra, nel corso della quale disputò i suoi ultimi incontri internazionali.
A fine anni ottanta ebbe anche un'esperienza italiana nella squadra del Colleferro Rugby 1965.
Dopo il ritiro da giocatore divenne allenatore e dirigente sportivo. Nel 1997 fu scelto come allenatore in seconda della Nazionale australiana che si aggiudicò la Coppa del Mondo di rugby 1999. Passato successivamente alla carriera dirigenziale, fu direttore esecutivo presso l'Australian Rugby Union fino al 2002.
In tale data passò a ricoprire l'incarico di direttore generale dell'unione rugbistica del Queensland e, in seguito, di allenatore dei Reds, la franchise che partecipa al Super Rugby.
Dal 2006, infine, lavora presso la banca multinazionale Investec come capo della filiale di Brisbane.

## Palmarès
- Coppe del mondo: 1
Australia: 1991